# Unterseeboot 720
L'Unterseeboot 720 ou U-720 est un sous-marin allemand (U-Boot) de type VIIC utilisé par la Kriegsmarine pendant la Seconde Guerre mondiale.
Le sous-marin fut commandé le 25 août 1941 à Hambourg (H. C. Stülcken Sohn), sa quille fut posée le 17 août 1942, il fut lancé le 5 juin 1943 et mis en service le 17 septembre 1943 sous le commandement du Leutnant zur See Wolf-Harald Schüer.
L'U-720 n'effectua aucune patrouille, par conséquent il n'endommagea ou ne coula aucun navire.
Il capitula à Heligoland, en Allemagne le 5 mai 1945 et fut sabordé en décembre 1945.

## Conception
Unterseeboot type VII, l'U-720 avait un déplacement de 769 tonnes en surface et 871 tonnes en plongée. Il avait une longueur totale de 67,10 m, un maître-bau de 6,20 m, une hauteur de 9,60 m et un tirant d'eau de 4,74 m. Le sous-marin était propulsé par deux hélices de 1,23 m, deux moteurs diesel Germaniawerft M6V 40/46 de 6 cylindres en ligne de 1 400 cv à 470 tr/min, produisant un total de 2 060 à 2 350 kW en surface et de deux moteurs électriques Garbe, Lahmeyer & Co. RP 137/c de 375 cv à 295 tr/min, produisant un total 550 kW, en plongée. Le sous-marin avait une vitesse en surface de 17,7 nœuds (32,8 km/h) et une vitesse de 7,6 nœuds (14,1 km/h) en plongée. Immergé, il avait un rayon d'action de 80 milles marins (150 km) à 4 nœuds (7,4 km/h; 4,6 milles par heure) et pouvait atteindre une profondeur de 230 m. En surface son rayon d'action était de 8 500 milles nautiques (soit 15 700 km) à 10 nœuds (19 km/h).
L'U-720 était équipé de cinq tubes lance-torpilles de 53,3 cm (quatre montés à l'avant et un à l'arrière) qui contenait quatorze torpilles. Il était équipé d'un canon de 8,8 cm SK C/35 (220 coups) et d'un canon antiaérien de 20 mm Flak. Il pouvait transporter 26 mines TMA ou 39 mines TMB. Son équipage comprenait 4 officiers et 40 à 56 sous-mariniers.

## Historique
Affecté au sein de la 21. Unterseebootsflottille comme sous-marin d'entraînement des équipages jusqu'au 28 février 1945, il rejoint la 31. Unterseebootsflottille.
L'Unterseeboot 720 n'est pas affecté à une unité de combat en raison de la reddition de l'Allemagne nazie. Il n'a réalisé aucune  patrouille de guerre. Son rôle s'est limité à l'instruction des équipages de sous-mariniers pendant une année et demie.
L'U-720 se rend aux forces alliées le 5 mai 1945 à Heligoland, en Allemagne.
Il est convoyé le 24 juin 1945 de Wilhelmshaven au Loch Ryan en Écosse en vue de l'opération alliée de destruction massive d'U-Boote ( Deadlight).
L'U-720 est coulé le 21 décembre 1945 à la position géographique de 56° 04′ N, 9° 35′ O, par des tirs d'artillerie du destroyer HMS Onslaught, du destroyer polonais ORP Piorun, du destroyer d'escorte HMS Zetland et du sloop HMS Fowey (en).

## Affectations
- 21. Unterseebootsflottille du 17 septembre 1943 au 28 février 1945 (Navire-école).
- 31. Unterseebootsflottille du 1er mars 1945 au 5 mai 1945 (Période de formation).

## Commandement
- Oberleutnant zur See Wolf-Harald Schüer du 17 septembre 1943 au 31 mars 1944.
- Oberleutnant zur See Walter Boldt du 1er avril 1944 au 22 novembre 1944.
- 'Oberleutnant zur See Erhard Wendelberger du 23 novembre 1944 au 5 mai 1945.